# Завадский, Александр Владимирович
Завадский Александр Владимирович (18 февраля 1873 — 9 февраля 1915) — российский юрист, приват-доцент Казанского университета.

## Биография
Родился в Казанской губернии 18 февраля 1873 .
В 1895 году окончил юридический факультет Казанского университета и был оставлен при университете для приготовления к профессорскому званию.
С 1898 года А. В. Завадский приват-доцент Казанского университета по кафедре процессуального гражданского права. Читал также курс гражданского судопроизводства, преподавал законоведение в Мариинской женской гимназии и на Высших женских курсах.
Сферу научных интересов А. В. Завадского составляют проблемы гражданского судопроизводства.
Работы А. В. Завадского по цивилистике и гражданскому процессу охватывают широкий круг проблем и характеризуются тремя качествами: глубиной постановки исследуемых проблем, тонким анализом имеющихся в литературе воззрений по исследуемому вопросу и хорошим знанием судебной практики. Он дал глубокое теоретическое обоснование правовой стороны ряда громких судебных дел, в том числе спора между наследниками рукописей Л. Н. Толстого. В 1905 году выступал в защиту трех уволенных из университета приват-доцентов, лишенных этой учёной степени, критиковал действия Министерства народного просвещения, доказывая, что по российскому законодательству приват-доцента можно лишить степени только по приговору суда и только в качестве одного из наказаний за совершенное виновное уголовно-наказуемое деяние.
В работе, посвященной толкованию гражданских законов, оставшейся незавершенной, предпринял попытку определить научную значимость для цивилистики новейшего деления правовой науки на три части: юридическую догматику, социологию права и политику права.

## Основные труды
- Что дает суду эксперт, по воззрению проф. Штейна. Докл. Юрид. о-ву при Имп. Казан. ун-те 18 сент. и 2 окт. 1899 г.. — Казань: типо-лит. Имп. ун-та, 1899. — 38 с.
- Дополнительное сообщение по вопросу об обязательности для суда заключения экспертов // Протоколы засед. Юрид. Общ. при Казан. унив. за 1899 г.. — 1899. — С. 114 - 132.
- О 9-й главе 5 книги проекта гражданского уложения - договор личного найма // Труды Юрид. Общ. при Казан. унив. за 1900 г.. — 1900. — С. 79 - 110.
- О девятой главе пятой книги проекта гражданского уложения (договор личного найма). Казань, 1900
- К вопросу о достоверности свидетельских показаний: (опыты А. Бинэт и В. Штерна) // Труды Юрид. Общ. при Казан. унив. за 1903 г.. — 1903. — С. 73 - 125.
- Несменяемость судьи и его независимость // Труды того же Общ. за 1903 г.. — Казань, 1903. — С. 41 - 72.
- К психо-юридическому опыту судебного обозрения. Казань, 1904
- Рецензия на работы Wreschner и Jaffa по достоверности свидетельских показаний // Журн. Мин. Юст.. — 1904. — Фев.. — С. 268 - 291.
- О праве на собственное изображение. Казань, 1909
- Изменения в гражданском судопроизводстве у участковых судей: Германский закон (1 июля 1909 года). Москва, 1910
- К учению о толковании гражданских законов: Новейшие течения по этому вопросу в немецкой литературе. Казань. 1916
- Публиковался также в журналах «Юридический вестник», «Вестник гражданского права», «Трудах Юридического общества при Казанском университете» и других изданиях.